# Hyporthodus darwinensis
Hyporthodus darwinensis là một loài cá biển thuộc chi Hyporthodus trong họ Cá mú. Loài này được mô tả lần đầu tiên vào năm 1991. H. darwinensis trước đây được xếp vào chi Epinephelus.

## Phân bố và môi trường sống
H. darwinensis có phạm vi phân bố giới hạn ở Đông Nam Ấn Độ Dương. Loài này chỉ được biết đến qua một mẫu vật duy nhất được thu thập tại phía tây bắc đảo Bathurst (nằm trên biển Timor, ngoài khơi Lãnh thổ Bắc Úc) ở độ sâu 107 m.

## Mô tả
Mẫu vật duy nhất của H. darwinensis có chiều dài cơ thể đo được là 53,5 cm. Đầu và thân trên của nó có màu nâu vàng, chuyển sang vàng nhạt ở thân dưới. Cơ thể có những đốm nhỏ màu trắng rải rác trên đầu và thân. Vây lưng và vây đuôi có màu vàng nâu; dải viền phía sau màu đen. Đường sọc trắng dọc theo rìa của vây lưng và vây hậu môn. Vây ngực và vây bụng màu đen. Hàm có răng nanh nhỏ; có 3 - 4 hàng răng nhỏ ở phần giữa của hàm dưới.
Số gai ở vây lưng: 11; Số tia vây mềm ở vây lưng: 16; Số gai ở vây hậu môn: 3; Số tia vây mềm ở vây hậu môn: 8.